# عبد الوهاب المدب
عبد الوهاب المدب (بالفرنسية: Abdelwahab Meddeb)‏ (ولد في 1946) هو كاتب وشاعر ومذيع راديو تونسي-فرنسي.

## النشأة والمسيرة
نشأ عبد الوهاب المدب في عائلة تقليدية، محافظة ودينية. انه يبدأ في تعلم القرآن الكريم تحت سلطة والده في سن الرابعة، والتحق بالمدرسة الفرنسية العربية في تونس بعد عامين، في مرفق معهد الصادقية المخصصة للتعليم الابتدائي. من أربعة عشر، كان لديه شغف لقراءة كلاسيكيات الأدب الفرنسي. بعد ثلاث سنوات في جامعة تونس، في سن السادسة بدأ تعليمه ثنائي اللغة في المدرسة الفرنسية العربية التي كانت جزءًا من المدرسة الصادقية الشهير. وهكذا بدأ مسار فكري يغذيه في مرحلة المراهقة كلاسيكيات الآداب العربية والفرنسية والأوروبية.
في عام 1967، انتقل مؤدب إلى باريس لمواصلة دراسته الجامعية في جامعة السوربون في تاريخ الفن. في 1970-1972، تعاون في معجم بيتي روبرت، حيث عمل على مداخل تتعلق بالإسلام وتاريخ الفن. من عام 1974 إلى 1987 عمل مستشارًا أدبيًا في منشورات السندباد، حيث ساعد في تعريف الجمهور الفرنسي القارئ بآداب اللغة العربية والفارسية بالإضافة إلى كبار الكتاب الصوفيين. أستاذ زائر في جامعة ييل وجامعة جنيف، يقوم المدب بتدريس الأدب المقارن منذ عام 1995 في جامعة غرب باريس نانتير لاديفونس. بين عامي 1992 و 1994 كان محررًا مشاركًا لمجلة الشارات المشتركة، وفي عام 1995 بدأ مجلة المتاهة.  نُشرت روايته الأولى تاليسمانو في باريس عام 1979 وسرعان ما أصبحت نصًا مؤسسًا لرواية ما بعد الاستعمار الطليعية باللغة الفرنسية.  في ذلك الوقت، «كان يُعتبر في فرنسا أحد أفضل الكتاب الشباب من شمال إفريقيا».
بعد أحداث الحادي عشر من سبتمبر، اشتملت أعمال المؤدب، التي استلهمت من وصفه الذاتي «لسلسلة النسب المزدوجة»، الغربية والإسلامية، والفرنسية والعربية، على بُعد سياسي ملح. كان ناقدًا صريحًا للأصولية الإسلامية، وأعرب عن أسفه لظهور الفاشية الإسلامية، التي أشار إليها على أنها استغلالية للقيم الإسلامية التقليدية وتمجيد الديكتاتوريين الشموليين الذين سعوا «لاستعمار كل ركن أخير من الحياة الخاصة. وهذا الحلم من إبادة قطاعات كاملة من السكان»(على عكس الديكتاتوريين الاستبداديين الذين يتمثل هدفهم الرئيسي في الحفاظ على سلطتهم. المؤدب، إذن، من أشد المؤيدين للعلمانية («العلمانية») في تقاليد التنوير الفرنسية، باعتبارها الضامن الضروري للديمقراطية التي من شأنها التوفيق بين الإسلام والحداثة. إن وجهة نظره اليقظة مستمدة مما أسماه «المسافة الفاصلة» ("l'entre deux") التي شغلها ككاتب شمال أفريقي مقيم في فرنسا، ومن مسؤولية كونه مفكرًا عامًا. أدت تحليلاته التاريخية والثقافية الواضحة للأحداث العالمية إلى العديد من المنشورات والمقابلات والتعليقات الإذاعية. تتعقب دراسته التي تم بحثها وجدلها جيدًا في عام 2002، La Maladie de l'Islam (مترجمة ونشرت باللغة الإنجليزية باسم Malady of Islam) الثروات التاريخية والثقافية للحضارة الإسلامية في العصور الوسطى وانحطاطها اللاحق. وكتب المؤدب أن الموقف الناتج، «الذي لا يطاق في عوزه»، قد أدى إلى تجذر الأصولية الإسلامية الحديثة، وهي حقيقة تتجسد في ارتباط الدول العربية الحديثة بالقوانين المانوية القديمة «للإسلام الرسمي». يستكشف الكتاب أيضًا العواقب المأساوية لاستبعاد الغرب للإسلام.
من المقالات الافتتاحية في صحيفة لوموند الفرنسية حول الغزو الإسرائيلي لغزة (أي، 13 يناير 2009)، إلى "خطاب القاهرة" لأوباما (4 يونيو 2009)، إلى برنامجه الإذاعي الأسبوعي "الثقافات د" الإسلام "في راديو فرنسا الثقافة و" Point de Vue "في ميدي 1 راديو (المغرب) (يبث من طنجة، المغرب)، إلى ظهوره التلفزيوني ومقابلاته عبر الإنترنت، يستخدم المدب وسائل الإعلام كمنتدى للاستكشاف والنقاش. بعد وفاته، يدير البرنامج الإذاعي "ثقافات الإسلام" عبد النور بيدار. يجمع عمله الكتاب والعلماء من الشرق والغرب، ويشارك في مواضيع تاريخية وثقافية ودينية وسياسية، وبالتالي يتحدى الصور النمطية التي يحملها المسلمون والأوروبيون عن بعضهم البعض. المؤيد، صوت الإسلام المتسامح، ليس غريباً على الجدل من الأوساط الإسلامية المتشددة وبعض الصحفيين اليساريين الذين يتهمونه بالرضا عن نظام بن علي.

## نظرة عامة على العمل الأدبي
منذ أوائل مقالاته ورواياته وقصائده وعمله التحريري في منتصف السبعينيات فصاعدًا، كانت كتابات مؤدب متعددة ومتنوعة دائمًا، وشكلت مشروعًا أدبيًا مستمرًا يمزج بين الأنواع الفنية ويتجاوزها. نصوصه هي تلك الخاصة بالعالم.
تتناسب حركة وإيقاعات جمله الفرنسية مع تأملات الراوي الذي هو فلانور، وماشي في المدينة، وشاعر بلا حدود. تسمح الصور الترابطية للكتابة بالترحال عبر المكان والزمان، والحوار مع الكتاب مثل دانتي وابن عربي والشعراء الصوفيين وستيفان مالارمي وسبينوزا وأرسطو وابن رشد (ابن رشد)، جنبًا إلى جنب مع شعراء الصين الكلاسيكية واليابان. من الناحية الرسمية، يمارس المدب ما يسميه «جماليات غير المتجانسة»، ويلعب بأشكال أدبية مختلفة من العديد من التقاليد، بما في ذلك الرواية الأوروبية الحداثية، والشعر العربي قبل الإسلام، وشعراء الإسلام الصوفي في العصور الوسطى، هايكو الياباني، وما إلى ذلك. على الرغم من أنه يكتب بالفرنسية فقط، إلا أن عمله كمترجم لشعراء القرون الوسطى الناطقين بالعرب، بالإضافة إلى طموحه الأدبي الواعي إلى «تحرير المرجع الإسلامي من سياقه الصارم بحيث يتم تداوله في النص الفرنسي المعاصر» يميز كتاباته بآثار غامضة من «الآخر». يستكشف امتيازه لهذه السلائف الأدبية العربية والفارسية الموارد الثقافية القديمة في أشكال ما بعد الحداثة، مع التركيز على الجوانب الجمالية والروحية والأخلاقية للإسلام. عمله، المترجم إلى أكثر من اثنتي عشرة لغة، يفتح ويثري الحوار مع الأدب العالمي المعاصر.

## فهرس
متوفر باللغة الفرنسية
- تاليسمانو 1979 ؛ 1987
- فانتازيا 1986
- تومبو دي ابن عربي 1987
- لي ديتس دي بستامي 1989
- ري سوبولت. تونس 1936-1940. 1996
- آية دان لي فيليس 1999
- مواجهة الإسلام مع فيليب بيتي 2003
- فير لو فيد أفيك هيرومي تسوكوي 2004
- اكسيل اوكسيدنتال 2005
- كونتري بريش. كرونيكس 2006
- برنتمبس دي تونس 2011
- تاريخ العلاقات 2013

### كتب في الترجمة الإنجليزية
- داء الإسلام. نيويورك: بيسك بوكس، 2003. عبر. بيير جوريس وآن ريد(ردمك 0-465-04435-2)
- الإسلام وسخطه. لندن: هاينمان، 2004. (الطبعة البريطانية)
- تومبو لابن عربي والأبيض ترافيرس. مع خاتمة من جان لوك نانسي. عبر. شارلوت مانديل. نيويورك: مطبعة جامعة فوردهام. 2009.
- تاليسمانو. ترجمة ومقدمة من جين كونتز. مطبعة Dalkey Archive، شامبين، إلينوي: مطبعة جامعة إلينوي، 2011
- الإسلام وتحدي الحضارة. ترجمته جين كونتز، نيويورك، مطبعة جامعة فوردهام، 2013
- تاريخ العلاقات بين اليهود والمسلمين - من الأصول إلى يومنا هذا، من إخراج بنجامين ستورا، نيو جيرسي، مطبعة جامعة برينستون، 2013

### قصائد ومقابلات
(في الدوريات وعلى الإنترنت وفي المجموعات)
- عبد الوهاب المؤدب. «الإسلام وسخطه: مقابلة مع فرانك بربريش»، أكتوبر 99، شتاء 2002، ص. 3–20، كامبريدج: معهد ماساتشوستس للتكنولوجيا، العابرة. بيير جوريس.

(جميع الترجمات أدناه بواسطة شارلوت مانديل)
- عبد الوهاب المؤدب، الغرباء عبر سيريز برس، صيف 2009، على الإنترنت:
- عبد الوهاب المؤدب، عند مقبرة حافظ، في المراجعة الحديثة، شتاء 2006، المجلد. II، العدد 2، ص. 15-16.
- مرام المصري، «كل ليلة تنام الطيور في عزلة» وعبد الوهاب المؤدب، «تجول» في Cúirt السنوي 2006، الصادر عن مهرجان Cúirt الدولي للآداب، غالواي، أبريل 2006، ص. 78-80.
- عبد الوهاب المؤدب، «تفاح كاليفورنيا بلا طعم تفاح» (قصيدة)، في سطرين: مجلة للترجمة، الثالث عشر، نشره مركز فن الترجمة، 2006، ص. 188 - 191.73 - 80.
- عبد الوهاب المؤدب، مختارات من «مقبرة ابن عربي» في مختارات ييل لشعر القرن العشرين، تحرير. ماري آن كاوز.

## روابط خارجية
- عبد الوهاب المؤدب على موقع IMDb (الإنجليزية)
- عبد الوهاب المؤدب على موقع مونزينجر (الألمانية)
- عبد الوهاب المؤدب على موقع ألو سيني (الفرنسية)
- عبد الوهاب المؤدب على موقع كينوبويسك (الروسية)